# Nicolas Payen
Nicolas Payen, compositeur franco-flamand et chef de chœur de la Renaissance, né à Soignies dans le comté de Hainaut en 1512, décédé à Madrid en 1559. Il fut maître de chapelle à la grande chapelle impériale des Habsbourg (1556) à la fin du règne de Charles Quint puis de Philippe II.
Nicolas Payen est enterré dans le transept sud de la cathédrale Saints-Michel-et-Gudule de Bruxelles.

## Éléments biographiques
Nicolas Payen grandit à Soignies où il reçoit très tôt son initiation musicale à la chantrerie de la collégiale Saint-Vincent. Lorsqu'il eut environ treize ans (ca 1525), il se rendit en Espagne et intégra le chœur de la chapelle impériale de Charles Quint : la Capilla Flamenca. De jeunes enfants étaient fréquemment recrutés dans les Pays-Bas pour servir dans la chapelle impériale. Il fut l'élève de Nicolas Gombert (maistre des enfants). Vers 1530, peut-être s'inscrit-il à l'université mais cette partie de sa vie n'est pas bien documentée. Les livres de comptes de la chapelle mentionnent toutefois son retour en 1534. De 1535 à 1538, il est accueilli à la cour d'Italie. À partir de 1540, il gravit les échelons hiérarchiques de la chapelle. Il deviendra successivement clerc d'oratoire, puis chapelain des hautes messes, en 1556, il est nommé maître de chapelle (maestro di capilla). Il remplace à cette charge Cornelius Canis au moment même ou Charles Quint abdique en faveur de son fils Philippe II d'Espagne. De son vivant, il reçut les honneurs, bénéficia de nombreuses prébendes. En 1558, il fut nommé chanoine honoraire de l'église de Tournai. Peu après, il décède à Madrid probablement en avril 1559.

## Musique et influences
La musique de Payen est à la fois sacrée et séculière. Tout ce qui nous est parvenu de son œuvre est vocal bien que certaines de ses chansons furent arrangées par la suite pour le luth. Ses motets incluent certaines œuvres créées pour des occasions comme Carole cur defles, Isabellam, qui fut écrit pour le décès de la reine Isabelle intervenu en 1539. Une autre œuvre est en allemand : In Gott gelaub ich das er hat. Toute son œuvre est pour quatre ou cinq voix et, hormis cette exception, est écrite en latin pour les chants sacrés et en français pour ses chansons.
Payen, plus moderniste que son prédécesseur (Cornelius Canis) était un porte-étendard de la Musica reservata (ou musica secreta) qui se développe au XVIe siècle et qui s'adressait à un public averti parce qu'elle était d'un abord plus ardu.

## Œuvre
Trente motets, un chœur et cinq chansons (+ une sixième incomplète) sont parvenus jusqu'à nous.

### Motets
- Virgo prudentissima
- Coenantibus illis
- Carole cur defles Isabellam
- Nunc dimittis
- Resurrectio Christi/Surrexit
- Qui dabit capiti
- Convertimini ad me
- Domine, deus salutis
- Confitemur delicta
- Nisi quia Dominus erat in nobis
- Benedictus Dominus Deus Israel
- Eripe me de inimicis meis Domine

### Chansons
- Fringotes jeusnes fillettes
- Hau de par Dieu
- Il y a de lognon
- Je ne me puis tenir
- Avecque vous mon amour finira
- Vien tost despiteux desconfort

### Chorale
- In Gott gelaub ich das er hat

## Enregistrements
- Trois motets et six chansons de Payen in Tota Vita - Music for Charles V. Egidius Kwartet KTC1239 2000